# Смирницкая, Ольга Александровна
О́льга Алекса́ндровна Смирни́цкая (род. 14 декабря 1938, Москва) — советский и российский лингвист, переводчик, доктор филологических наук (1988), профессор кафедры германской и кельтской филологии МГУ (1991).

## Биография
Дочь лингвиста А. И. Смирницкого. В 1961 году окончила романо-германское отделение филологического факультета МГУ. В 1965 году защитила кандидатскую диссертацию «Происхождение аналитической формы перфекта в древних германских языках», в 1988 году — докторскую диссертацию «Стих и язык древнегерманской поэзии».
C 1964 года читает ряд основных германистических курсов, в том числе общий курс истории английского языка, курс сравнительной грамматики германских языков (морфология), а также спецкурсы по исторической поэтике и историческому стиховедению. Руководит спецсеминарами по данным дисциплинам. В 2001 году удостоена премии имени М. В. Ломоносова за монографию «Стих и язык древнегерманской поэзии».
Член Викингского общества скандинавистов (The Viking Society for Northern Research) Лондонского университета (1992). Член специализированного совета по романскому и германскому языкознанию при МГУ. На протяжении многих лет член оргкомитета Всесоюзной (с 1993 года — Международной) конференции по скандинавистике. Заместитель главного редактора по лингвистике журнала «Вестник МГУ. Серия 9: Филология».
Область научных интересов: проблемы сравнительно-исторической грамматики германских языков, исторической поэтики и стиховедения.
Подготовила 8 кандидатов наук.
Есть дочь.

## Основные публикации

### Монографии
- Эволюция видо-временной системы в германских языках // Историко-типологическая морфология германских языков (колл. монография). II. Категория глагола. «Наука». М., 1977. С. 5—127.
- Стих и язык древнегерманской поэзии. МГУ им. М. В. Ломоносова. Филологический ф-т. Филология. М., 1994. — 481 с. (Рец.: A. Liberman. Germanic and Scandinavian Poetry // Scandinavian Studies. Vol. 70, № 1, 1998. Р. 87-108)
- Александр Иванович Смирницкий. МГУ им. М. В. Ломоносова. Филологический ф-т. Сер. «Филология XX века в биографиях». М., 2000. — 136 с.
- Древнегерманская поэзия. Каноны и толкования. «Языки слав. культур». Studia philologica. М., 2005. — 176 с.
- Избранные статьи по германской филологии. М.: МАКС Пресс, 2008.

### Статьи
- Основные синтаксические источники перфекта в древнеисландском языке // Вестник МГУ. Сер. 7. Филология, журналистика. 1964. № 3. С. 47-59.
- Аналитическое слово как особый вид аналитических конструкций // Вестник МГУ. Сер. 7. Филология, журналистика. 1965. № 3. С. 53-60.
- Архаизмы и инновации в древнеисландском синтаксисе (на материале двух глагольных конструкций) // Вестник МГУ. Сер. 9. Филология. 1969. № 4. С. 30-40.
- Лингвистические факторы развития и гибели аллитерационного стиха в Англии // Вопросы английской филологии. Уч. записки факультета иностранных языков Тульского гос. педагогического ин-та. Вып. 3. Тула, 1970. С. 71-89.
- The Impersonal sentence patterns in the Edda and in the sagas // Arkiv för Nordisk filologi. Vol. 87. 1972. P. 56-88.
- Морфологизация аналитических глагольных конструкций в германских языках // Историко-типологические исследования морфологического строя германских языков. — М.: Наука, 1972. С. 70-90.
- Функции глагольных временных форм в «сагах об исландцах» (к поэтике саги) // Вестник МГУ. Сер. 9. Филология. 1976. № 2. С. 15-25.
- Что означала древнегерманская конструкция «sein + Vp»? // Проблемы общего и германского языкознания. Изд-во Моск. ун-та. М., 1978. С. 139—148.
- Глагол в «Перечне Инглингов» : Метрические позиции и семантика грамматических форм // Скандинавский сборник. Т. 24. Таллин, 1979, С. 55-63.
- О поэзии скальдов в «Круге Земном» и её переводе на русский язык // Круг Земной. «Наука». Сер. «Литературные памятники». М., 1980. С. 597—612.
- Синонимические системы в «Беовульфе» // Вестник МГУ. Сер. 9. Филология. 1980. № 5. С. 44-57.
- Метрические единицы аллитерационного стиха (к проблеме языка германской эпической поэзии) // Художественный язык средневековья. «Наука». М., 1982. С. 266—271.
- Поэтика и лингвистика скальдов // Вестник МГУ. Сер. 9. Филология. 1982.№ 2. С. 34-42.
- Поэтическое искусство англосаксов // Древнеанглийская поэзия. Сер. «Лит. памятники». «Наука». М., 1982. С. 171—233.
- Архаизирующие инновации в исландском глаголе // Скандинавские языки. Актуальные проблемы грамматической теории. «Наука». М., 1984. С. 33-43.
- Древнегерманский аллитерационный стих как архаическая система стихосложения (к постановке проблемы) // Вестник МГУ. Сер. 9. Филология. 1984. № 3. С. 14-22.
- Поэтическая грамматика слабого прилагательного в «Эдде» и «Беовульфе» (совм. с Н. Ю. Гвоздецкой) // Вопросы германского языкознания. Изд-во Моск. ун-та. М., 1985. С. 3-17.
- The evolution of Old Germanic metrics: Fron the scop to the scald // Proceedings of the XII International Congress of Phonetic Sciences. Vol. 5. Tallinn, 1987. P. 468—473.
- Исландские саги в работах М. И. Стеблин-Каменского и «Сага о Сверрире» // Сага о Сверрире. Сер. «Лит. памятники». «Наука». М., 1988. С. 226—244.
- Древнейшие рунические надписи как памятник протостиха // Эпос Северной Европы. Пути эволюции. Изд-во Моск. ун-та, 1989. С. 35-68.
- Что такое руническое предложение? // Скандинавские языки. Структурно-функциональные аспекты. АН СССР. Ин-т языкознания. М., 1990. С. 198—209.
- S0þ Bēowulfes: границы «культурной лексики» в древнеанглийском эпосе // Слово в контексте литературной эволюции. Заговор. Эпос. Лирика. Филологический ф-т МГУ. М., 1990. С. 74-85.
- Композиция висы. Несколько замечаний о скальдической технике // Скандинавская филология (Scandinavica). Изд-во Ленингр. Ун-та. Л., 1991. С. 156—165.
- Mythological Nomination and Skaldic Synonymics // Snorrastefna. "Stofnun Sigurðar Nordals. Reykjavík, 1992. P. 217—225.
- «Речи Гримнира» на эддической сцене // От мифа к литературе. Сб. в честь 75-летия Елеазара Моисеевича Мелетинского. Институт высших гуманитарных исследований. РГГУ. М., 1992. С. 257—274.
- Литературное сознание исландцев XII—XIII вв. и проблема становления жанровых форм // Проблема жанров в литературе средневековья. Вып. I. «Наследие». М., 1994. С. 171—233.
- Скальдические отдельные висы // Малые формы фольклора. Сб. памяти Г. Л. Пермякова. М., 1995. С. 283—298.
- Три имени из Тулы Одина // Атлантика. Записки по исторической поэтике. Вып. III. Филологический ф-т МГУ. М., 1997. С. 23-
- Грамматика и поэтика атрибутов в «Песни об Атли» // Поэтика. История литературы. Лингвистика. Сб. к 70-летию Вячеслава Всеволодовича Иванова. ОГИ. М., 1999. С. 583—591.
- Два предания о первых поэтах: Кэдмон и Браги // Другие средние века. К 75-летию А. Я. Гуревича. «Университетская книга». М .- С.-Птб., 2000. С. 297—317.
- Софья Свириденко и её «Эдда» // Древнейшие государства Восточной Европы, 1999. Восточная и Северная Европа в средневековье. М., 2001. С. 281—298.
- Цветообозначения в «Эдде» в освещении исторической поэтики: rauðr и fölr // Скандинавские языки. Диахрония и синхрония. РГГУ. М., 2001. С. 215—233.
- Nomina dicendi в названиях эддических песней // Philologica Scandinavica. Сб. статей к 100-летию со дня рождения М. И. Стеблин-Каменского. Санкт-Петербургский гос. у-нт. Филологический ф-т. Спб., 2003. С. 183—197.
- Имена великанш в «Эдде» и в Туле // Атлантика. Записки по исторической поэтике. Вып. VI. Изд-во Моск. ун-та. Филологический ф-т. М., 2004.
- Неопознанные субъекты. Три очерка по исторической поэтике. Ч. I. Информанты Гюльви. Ч. II. Прославление Беовульфа // Слово в перспективе литературной эволюции. К 100-летию М. И. Стеблин-Каменского. «Языки славянской культуры». М., 2004. С. 203—228.
- О многозначности эпического текста (комментарий к строфам «Гренландской Песни об Атли» // Слово в перспективе литературной эволюции. К 100-летию М. И. Стеблин-Каменского. «Языки славянской культуры». М., 2004. С. 203—228.
- Парадигматика рода и семантика родовых групп в древнеисландском существительном (к постановке проблемы) // Вестник МГУ. Сер. 9. Филология. 2004. № 6. С. 72-91.
- Неопознанные субъекты. Ч. III. Вёлунд и валькирии // Атлантика. Записки по исторической поэтике. Вып. VII. Изд-во Моск. ун-та. Филологический ф-т. М., 2005. С. 3-23.
- Saihwam nu þairh skuggwan in frisahtai… Опыт интерпретации готского перевода Библии в контексте эпохи // Lingua Gotica. РАН. Институт языкознания. Калуга, 2007. С. 68-84.

### Переводы
- Младшая Эдда // Младшая Эдда / Изд. подг. О. А. Смирницкая и М. И. Стеблин-Каменский. Сер. «Литературные памятники». Л.: Наука, 1970.
- Сага о Гисли. О Торстейне Битом. Сага о Храфнкеле Годи Фрейра. Сага о Хёрде и островитянах // Исландские саги. Ирландский эпос. Сер. БВЛ. М.: Художественная лит-ра, 1973. Вып. VIII.
- Сага о Греттире // Сага о Греттире / Изд. подг. О. А. Смирницкая и М. И. Стеблин-Каменский. Сер. «Лит. памятники». «Наука». Новосибирск, 1976.
- Скальдические стихи // Снорри Стурлусон. Круг Земной / Изд. подг. А. Я. Гуревич, Ю. К. Кузьменко, О. А. Смирницкая, М. И. Стеблин-Каменский. Сер. «Лит. памятники». «Наука». М., 1980.
- Скальдические стихи // Сага о Сверрире. / Изд. подг. М. И. Стеблин-Каменский, А. Я. Гуревич, Е. А. Гуревич, О. А. Смирницкая. Сер. «Лит. памятники». «Наука». М., 1988.